# Lake George (Neuseeland)
Der Lake George ist ein See in der Region Southland auf der Südinsel von Neuseeland.

## Geographie
Der Lake George befindet sich an der Südküste der Südinsel, rund 37 km westnordwestlich von Invercargill. Die Küste mit der Kawakaputa Bay ist rund 1,3 km südwestlich zu finden und die kleine Siedlung Colac Bay / Ōraka rund 1,4 km südöstlich. Der rund 1,03 km² große See erstreckt sich über rund 1,47 km in Westsüdwest-Ostnordost-Richtung und misst an seiner breitesten Stelle rund 1 km in Nordnordwest-Südsüdost-Richtung.
Der See ist von einem schmalen Band eines Feuchtgebiets umgeben.